# Gabriel Ferrier
Pour les articles homonymes, voir Ferrier (homonymie).
Gabriel Ferrier né le 29 septembre 1847 à Nîmes et mort le 6 juin 1914 à Paris est un peintre orientaliste français.

## Biographie

### Origines et jeunesse
Né à Nîmes d'un père pharmacien, Gabriel Ferrier entre à l'École des beaux-arts de Paris où il devient l'élève d'Ernest Hebert et d'Isidore Pils. Il expose au Salon de Paris à partir de 1869 (il sera ainsi l'auteur de l'affiche du salon de 1901). Lauréat du premier grand prix de Rome de peinture en 1872 pour Une scène de Déluge, il séjourne à l'Académie de France à Rome entre 1873 et 1876.

### Carrière
Rentré en France, il se spécialise dans les portraits de personnalités de la Troisième République. En 1883, il voyage en Algérie d'où il rapporte quelques peintures orientalistes. Il obtient une médaille d'or à l'Exposition universelle de 1889 à Paris.
Gabriel Ferrier devient par la suite professeur de dessin et peinture à l'Académie Julian de 1896 à 1905, professeur de dessin aux écoles de la Légion d'honneur et enseignant à l'École des beaux-arts de Paris, succédant à Jean-Léon Gérôme. Il est membre de l'Académie des beaux-arts à partir de 1906. Jules Martin le dit domicilié au 6, rue du Général-Appert à Paris.

### Fin de vie
Il est inhumé au cimetière de l'Ouest à Boulogne-Billancourt,.

## L'enseignant

### Liste de ses élèves
- Cuno Amiet (1868-1961)[8]
- Charles Louis Eugène Assezat de Bouteyre (1864-1942)
- Émile Aubry (1880-1964)
- Louis Eugène Baille (1860-1956)
- Cécile Paul-Baudry (1879-1960)
- Paul-Émile Bécat (1885-1960)
- Roger Bissière (1886-1964)[9]
- Georges A. L. Boisselier (1876-1943)
- Armand Pierre Gratien Bodard (1881-1937)[10]
- Georges A. L. Boisselier (1875-1943)
- Maurice Bouviolle (1893-1971)[9]
- Hugh Henry Breckenridge (1872-1937)
- Clément Brun (1865-1920)
- Georges Bruyer (1883-1962)
- René Buthaud (1886-1986), de 1903 à 1907[9]
- Camille de Buzon (1885-1964)
- Lucien Cahen-Michel (1888-1979)
- Émile Cambiaggio (1857-1930)
- Jacques Cancaret (1876-1941)
- Léon Cannicioni (1879-1957)
- Louis Cario (1889-1941)
- René Carrère (1885-1959)
- Frederic Cayley Robinson (1862-1927)
- Thomas Cromwell Corner (1865-1938)
- Albert Depré (1861-1937)
- Jean Despujols (1886-1965)
- Henry Déziré (1878-1965)
- Henri Doucet (1883-1915)
- Jean Dupas (1882-1964)
- Georges Dutriac (1866-1958)
- Fritz Erler (1868-1940)
- Luis Ricardo Falero (1851-1896)
- Jacques Favre de Thierrens (1895-1973), en 1914[11]
- Amédée Féau (1872-1952)
- Arthur Garguromin-Verona (1868-1948)
- Charley Garry (1891-1973)[12]
- Paul Gervais (1859-1944)
- Jean-Blaise Giraud (1887-1952)
- Gabriel Guérin (1869-1916)
- Georges Joubin (1888-1983)[9]
- Alice Kaub-Casalonga (1875-1948)
- Fernand Labat (1889-1959)
- Lucien Lantier (1879-1960), de 1904 à 1909
- Nicolas Maxime Leboucher (mort en 1886)
- Fernand Léger (1881-1955)[13]
- Jenny Lorrain (1867-1943)
- Sydney Lough Thompson (1877-1973)
- Albert Lynch (1860-1950)
- Lucien Ludovic Madrassi (1881-1956)
- André Maillart (1886-1951)
- Gustave Henri Marchetti (1873-1938)
- Henri Matisse (1869-1954)[14],[15]
- François Maury (1861-1933)
- François Nardi (1861-1936)
- Léon Louis Oury (1846-1929)
- E. Palmero
- Albert Joseph Pénot (1862-1930)
- Maurice F. Perrot (1892-1974)
- Gheorghe Petrașcu (1872-1949)
- Robert Gilles Plantey (1881-1974)
- Gustave Popelin (1859-1937)
- Claude Rameau (1876-1955)
- André Louis Pierre Rigal (1888-1953)
- Albert Henry Robinson (1881-1956)
- André Romand (1889-1982)
- François-Maurice Roganeau (1883-1973)[9]
- Jules Ronsin (1867-1937)[9]
- René Rousseau-Decelle (1851-1964)
- Joseph Rossi (1892-1930)
- Louis Marie De Schryver (1862-1942)
- Guillaume Seignac (1870-1924)
- Valentin Sellier (1872-?)
- Jacques Simon (1875-1965)
- Michel Simonidy (1870-1933)
- Tancrède Synave (1870-1936)
- Eliseu Visconti (1866-1944)
- William Walcot (1874-1943)
- Louis Willaume (1874-1949)
- Guy Wilthew (1876-1920)

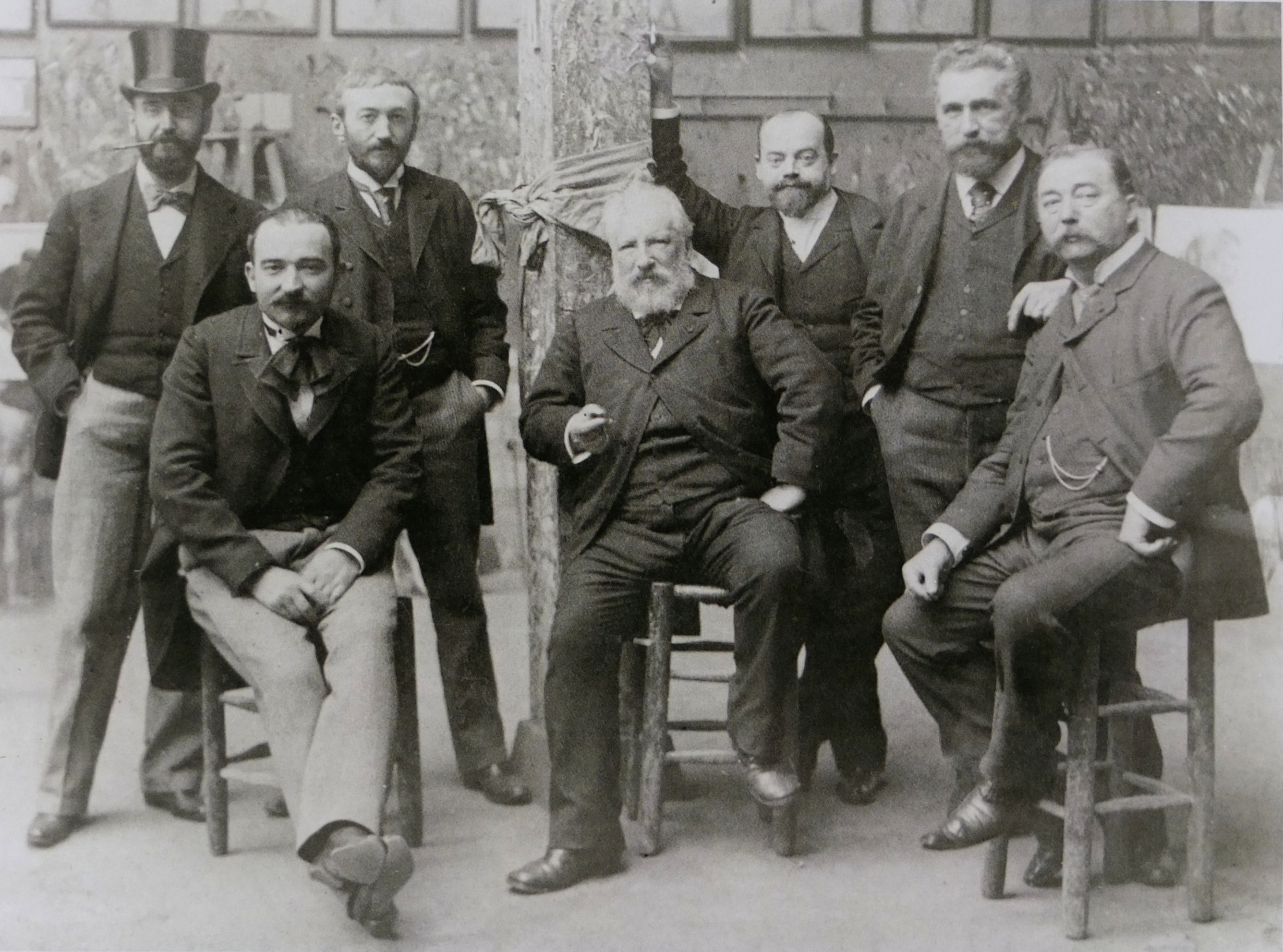
Professeurs de l'Académie Julian vers 1892 ; debout au second plan, de g. à dr. : Henri Gervex, Alfred-Henri Bramtot, Gabriel Ferrier (se tenant à une colonne) et Tony Robert-Fleury ; assis de g. à dr. : non identifié, William Bougereau et Jules Lefebvre.

## Œuvres
| Tableau | Titre                                                                            | Date      | Dimensions       | Notes                                                                                    | Lieu de conservation                                            |
| ------- | -------------------------------------------------------------------------------- | --------- | ---------------- | ---------------------------------------------------------------------------------------- | --------------------------------------------------------------- |
|         | Figure peinte                                                                    | 1869      | 81 × 65 cm       |                                                                                          | Paris, École nationale supérieure des Beaux-Arts                |
|         | Le Calvaire (d'après Pierre-Paul Rubens)                                         | vers 1869 |                  |                                                                                          | La Rochelle, collège Eugène Fromentin                           |
|         | Crucifixion (d'après Pierre-Paul Prud'hon)                                       | 1870      | 265 × 176 cm     |                                                                                          | Bourg-Saint-Andéol, église Saint-Andéol                         |
|         | Figure peinte                                                                    | 1870      | 81 × 65 cm       |                                                                                          | Paris, École nationale supérieure des Beaux-Arts                |
|         | Figure peinte                                                                    | 1871      | 81 × 65 cm       |                                                                                          | Paris, École nationale supérieure des Beaux-Arts                |
|         | Torse ou Demi-figure peinte                                                      | 1871      | 100 × 81 cm      |                                                                                          | Paris, École nationale supérieure des Beaux-Arts                |
|         | Esquisse d'une scène guerrière                                                   | 1871      | 41 × 33 cm       |                                                                                          | Rouen, musée des Beaux-Arts                                     |
|         | Franc tireur mort                                                                | 1871      | 38 × 59 cm       |                                                                                          | Rouen, musée des Beaux-Arts                                     |
|         | Portrait d'Albert Maignan                                                        | 1871      | 31 × 24 cm       |                                                                                          | Amiens, musée de Picardie                                       |
|         | Figure peinte                                                                    | 1872      | 81 × 65 cm       |                                                                                          | Paris, École nationale supérieure des Beaux-Arts                |
|         | L'Admiration                                                                     | 1872      | 55 × 46 cm       |                                                                                          | Paris, École nationale supérieure des Beaux-Arts                |
|         | Une scène du déluge                                                              | 1872      | 145 × 113 cm     | Prix de Rome de peinture en 1872                                                         | Paris, École nationale supérieure des Beaux-Arts                |
|         | Le bon samaritain                                                                | 1872      | 40 × 24 cm       |                                                                                          | Caen, musée des Beaux-Arts                                      |
|         | Improvisateur de la Grande-Grèce, CLXXXVIIe olympiade, 30 av. J.-C.              | 1872      |                  |                                                                                          | Localisation actuelle inconnue                                  |
|         | Judith                                                                           | 1875      | 114 × 81 cm      |                                                                                          | Collection particulière                                         |
|         | L'Enlèvement de Ganymède                                                         | 1875      | 271 × 180 cm     |                                                                                          | Collection particulière                                         |
|         | Saint Georges terrassant le dragon (d'après Vittore Carpaccio)                   | 1876      | 338 × 305 cm     |                                                                                          | Paris, École nationale supérieure des Beaux-Arts                |
|         | David vainqueur de Goliath                                                       | 1876      | 230 × 125 cm     |                                                                                          | Nîmes, musée des Beaux-Arts                                     |
|         | Bethsabée                                                                        | 1876      | 230 × 155 cm     |                                                                                          | Localisation actuelle inconnue                                  |
|         | Sainte Agnès                                                                     | 1877      | 445 × 298 cm     |                                                                                          | Rouen, musée des Beaux-Arts                                     |
|         | Le Christ en Croix                                                               | 1877      |                  |                                                                                          | La Ferté-Bernard, mairie                                        |
|         | Portrait de Clémence Louis, née Fortier                                          | 1878      | 54,5 × 65,3 cm   |                                                                                          | Chambéry, musée des Beaux-Arts                                  |
|         | Scène de l'Inquisition espagnole dit L'autodafé                                  | 1879      | 199 × 183 cm     |                                                                                          | Chantilly, musée Condé,                                         |
|         | Esquisse pour le monument aux morts de la guerre de 1870 au lycée Chaptal        | vers 1879 | 29 × 50 cm       |                                                                                          | Paris, musée Carnavalet                                         |
|         | Portrait du duc de Guise et de la duchesse de Magenta                            | 1880      | 146 × 114,3 cm   |                                                                                          | Collection particulière                                         |
|         | Salammbô                                                                         | 1880      | 125 × 225 cm     |                                                                                          | Localisation actuelle inconnue                                  |
|         | Portrait de Claudius Popelin                                                     | vers 1881 | 110,6 × 112,7 cm | Salon des artistes français de 1881, no 871                                              | Paris, musée des Arts décoratifs                                |
|         | Les Mères maudissant la guerre                                                   | 1889      | 292 × 418 cm     |                                                                                          | Amiens, musée de Picardie                                       |
|         | Les Fleurs (esquisse)                                                            | 1889      | 57,5 × 37 cm     | Esquisse pour la salle des fêtes de l'hôtel de ville de Paris                            | Paris, musée du Petit Palais                                    |
|         | Les Parfums (esquisse)                                                           | 1889      | 57 × 37 cm       | Esquisse pour la salle des hêtes de l'hôtel de ville de Paris                            | Paris, musée du Petit Palais                                    |
|         | Les Fleurs                                                                       | 1891      |                  | Décor du plafond de la salle des Fêtes de l'Hôtel de Ville de Paris                      | Paris, hôtel de ville                                           |
|         | Les Parfums                                                                      | 1891      |                  | Décor du plafond de la salle des Fêtes de l'Hôtel de Ville de Paris                      | Paris, hôtel de ville                                           |
|         | La Glorification des Arts                                                        | 1891      |                  | Décor de l'ambassade de France à Berlin                                                  | Détruit, autrefois à Berlin, ambassade de France                |
|         | Liegender Putto                                                                  | 1891      | 26,3 × 35 cm     |                                                                                          | Vienne, musée du Belvédère                                      |
|         | Esquisse pour la salle des fêtes de l'hôtel de ville de Paris                    | 1892      | 56 × 35 cm       |                                                                                          | Paris, musée du Petit Palais                                    |
|         | Portrait de Charles-Louis de Freycinet                                           | 1894      | 146,5 × 87 cm    |                                                                                          | Paris, musée d'Orsay                                            |
|         | Paradis d'amours                                                                 | 1896      | ? x 700 cm       |                                                                                          | Localisation actuelle inconnue                                  |
|         | L'Opéra comique                                                                  | vers 1899 |                  |                                                                                          | Nîmes, mairie                                                   |
|         | Le Rêve du poète ou L'Éveil du poète                                             | 1899      |                  | mur de l'amphithéâtre moyen des Lettres (amphithéâtre Descartes) de la Nouvelle Sorbonne | Paris, université de la Sorbonne                                |
|         | Portrait de Denys Puech                                                          | 1899      | 55,5 × 46,3 cm   |                                                                                          | Rome, Villa Médicis, Académie de France à Rome                  |
|         | Portrait du peintre Mario Carl-Rosa                                              | 1899      |                  |                                                                                          | localisation inconnue                                           |
|         | Putti (encre sur papier)                                                         | 1900      |                  | étude pour le plafond de la salle à manger de la gare d'Orsay                            | New York, musée d'Art Dahesh                                    |
|         | La Nuit (esquisse)                                                               | 1900      | 32 × 31 cm       |                                                                                          | Paris, musée d'Orsay                                            |
|         | La Nuit                                                                          | 1900      | 160 × 130 cm     | trumeau nord-est de la salle à manger de la gare d'Orsay                                 | Paris, musée d'Orsay                                            |
|         | Le Soir (esquisse)                                                               | 1900      | 32 × 31 cm       |                                                                                          | Paris, musée d'Orsay                                            |
|         | Le Soir                                                                          | 1900      | 160 × 130 cm     | trumeau nord-ouest de la salle à manger de la gare d'Orsay                               | Paris, musée d'Orsay                                            |
|         | Le Midi                                                                          | 1900      | 160 × 130 cm     | trumeau sud-ouest de la salle à manger de la gare d'Orsay                                | Paris, musée d'Orsay                                            |
|         | L'Aube                                                                           | 1900      | 160 × 130 cm     | trumeau sud-est de la salle à manger de la gare d'Orsay                                  | Paris, musée d'Orsay                                            |
|         | L'Automne                                                                        | 1900      |                  | tondo nord du plafond de la salle à manger de la gare d'Orsay                            | Paris, musée d'Orsay                                            |
|         | Le Printemps                                                                     | 1900      |                  | tondo sud du plafond de la salle à manger de la gare d'Orsay                             | Paris, musée d'Orsay                                            |
|         | Les Quatre Saisons                                                               | 1900      | 1 530 × 500 cm   | plafond de la salle à manger de la gare d'Orsay                                          | Paris, musée d'Orsay                                            |
|         | Portrait de Victor Laloux                                                        | 1903      | 119 × 86,5 cm    |                                                                                          | Tours, musée des Beaux-Arts                                     |
|         | La Douleur                                                                       | 1903      | 126 × 213 cm     |                                                                                          | Arras, musée des Beaux-Arts (dépôt du musée d'Orsay)            |
|         | Portrait du général Louis André (étude)                                          | 1903      | 38,5 × 25 cm     |                                                                                          | Eaubonne, mairie                                                |
|         | Portrait du général Louis André, ministre de la guerre                           | 1903      | 130 × 84 cm      |                                                                                          | Paris, musée d'Orsay                                            |
|         | Portrait d'Édouard de La Rochefoucauld, duc de Bisaccia                          | 1904      | 116 × 89 cm      |                                                                                          | Collection particulière                                         |
|         | Portrait de Madame Le Febre                                                      | 1905      | 65 × 50 cm       |                                                                                          | Paris, musée d'Orsay                                            |
|         | Portrait de Mathilde de Wuthenau, baronne d'Uckermann                            | 1906      | 60 × 49 cm       |                                                                                          | La Tronche, musée Hébert (dépôt du musée d'Orsay)               |
|         | Portrait de Paul Déroulède (1846-1914)                                           | 1906      | 114,5 × 96 cm    |                                                                                          | Paris, musée Carnavalet                                         |
|         | Portrait du duc d'Harcourt                                                       | 1909      | 130 × 85 cm      |                                                                                          | Collection particulière                                         |
|         | Portrait de Madame et Mademoiselle de Alvéar                                     | 1910      | 164 × 122 cm     |                                                                                          | Buenos Aires, ambassade de France                               |
|         | Portrait de Madame de B.                                                         | 1910      |                  |                                                                                          |                                                                 |
|         | Portrait de Charles Sedelmeyer (1837-1925)                                       | 1911      | 115 × 97 cm      |                                                                                          | Paris, musée Carnavalet                                         |
|         | Portrait de M. Forichon, premier président de la cour d'appel de Paris           | 1911      | 233 × 110 cm     |                                                                                          | Collection particulière                                         |
|         | Portrait du général Henri de Lacroix                                             | 1911      |                  |                                                                                          |                                                                 |
|         | Portrait de Mme A. P., et de Mlle S. P.                                          | 1911      |                  |                                                                                          |                                                                 |
|         | Le Soir                                                                          | 1911      | 160 × 111 cm     |                                                                                          | Paris, musée des Beaux-Arts de la ville de Paris (Petit Palais) |
|         | Portrait de Harry Elkins Widener (en) (1885-1912)                                | 1913      |                  |                                                                                          | Cambridge (Massachusetts), Musées d'Art de Harvard              |
|         | Portrait de M. de Alvéar                                                         | 1913      |                  |                                                                                          |                                                                 |
|         | Portrait du vicomte et de la vicomtesse de Courtivron et leurs enfants           | 1913      |                  |                                                                                          |                                                                 |
|         | Portrait de Justo José de Urquiza                                                | 1914      |                  |                                                                                          |                                                                 |
|         | Portrait de Mme Hortensia Aguirre de Leloir., et de Mlle Marta Leloir de Udaondo | 1914      |                  |                                                                                          | Buenos Aires, San Isidro, Museo Pueyrredon                      |
|         | Portrait de Madame de Castro et ses enfants                                      | 1914      |                  |                                                                                          |                                                                 |
|         | Portrait de Madame Gabriel Ferrier                                               | 1914      | 72 × 60 cm       |                                                                                          | Paris, musée d'Orsay                                            |
|         | Portrait de Madame Porlin                                                        |           | 54 × 45 cm       |                                                                                          | Détruit, autrefois à Airaines, mairie                           |
|         | Le duc d'Aumale au cabinet des livres au château de Chantilly                    |           | 38,8 × 46 cm     |                                                                                          | Chantilly, musée Condé                                          |
|         | La Joconde (copie d'après Léonard de Vinci)                                      |           | 81 × 55 cm       |                                                                                          | Paris, musée du Louvre                                          |
|         | La Lecture                                                                       |           | 131 × 91 cm      |                                                                                          | Collection particulière                                         |
|         | Jeune bergère algérienne                                                         |           |                  |                                                                                          | Strasbourg, bibliothèque Pythagore                              |

## Conservations non citées ci-dessus
- Musée national des Beaux-Arts d'Alger.
- Hôtel L'Hermitage, Monte-Carlo, plafond de la salle à manger[34].

## Expositions et ventes publiques
- Peintres de 1900 - Tableaux de genre, galerie Charpentier, Paris, janvier 1970.
- SCP Laurin, Guilloux, Buffetaud, Tailleur, commissaires-priseurs (Félix Marcilhac, expert), vente de l'atelier Gabriel Ferrier, hôtel Drouot, 7 mars 1980[35].
- Le Symbolisme dans les collections du Petit Palais, musée des Beaux-Arts de la ville de Paris, octobre 1988 - février 1989.

## Réception critique
- « Gabriel Ferrier reste une des figures marquantes de la peinture nimoise au XIXe siècle ; un certain mystère émane de ses portraits et de ses petites toiles symboliques d'où sont bannies toute convention et toute vulgarité. » - Gérald Schurr[36]
- « Gabriel Ferrier est un peintre d'un très réel talent dont la peinture possède beaucoup de charme et de sincérité. » - Dictionnaire Bénézit[37]

## Hommages
- Une rue de Nîmes porte le nom de Gabriel Ferrier.